# Горенкины
Горенкины — древний дворянский род.
Род записан в родословную книгу (2 часть) Владимирской губернии.

## История рода
Иван и Дмитрий Фёдоровичи служили по Ростову и записаны (1537) в Дворовой тетради. Иван Иванович зачислен в состав московского дворянства (1550). Дмитрий Фёдорович участвовал в Земском соборе (1566).
Василий Григорьевич костромской городовой дворянин, ранен при осаде Смоленска (1634). Пётр Иванович ротмистр (1676).
Девять представителей рода владели населёнными имениями (1699).

## Известные представители
- Горенкины: Иван Фёдорович и Фёдор Степанович — московские дворяне (1679—1692).
- Горенкины: Степан Иванович, Матвей Сергеевич и Иван Петрович — стряпчие (1692).
- Горенкин Василий Григорьевич — стольник (1692)[2][1].